# Spermacoce nesiotica
Spermacoce nesiotica är en måreväxtart som först beskrevs av William Robinson, och fick sitt nu gällande namn av Geoffrey A. Levin. Spermacoce nesiotica ingår i släktet Spermacoce och familjen måreväxter.
Artens utbredningsområde är Revillagigedoöarna (Mexiko). Inga underarter finns listade i Catalogue of Life.